# 무식틸뢰이니르
무식틸뢰이니르(아이슬란드어: Músíktilraunir)는 매년 아이슬란드 레이캬비크에서 열리는 음악 경연이다.

## 우승자
- 1982년: 드론
- 1983년: 두퀼리쉬르드나르
- 1984년: 교사 파업으로 개최되지 않음[1]
- 1985년: 집시
- 1986년: 그레이바르드니르
- 1987년: 스튀드콤파니이드
- 1988년: 요요
- 1989년: 라글뢰이시르
- 1990년: 나블라스트레잉기르
- 1991년: 인퓌소리아
- 1992년: 콜라사 크로크리단드 (이후 벨라트릭스 이름 변경)
- 1993년: 유카탄
- 1994년: 마우스
- 1995년: 보튼레드야
- 1996년: 스티외르드뉘키시
- 1997년: 소딘 피들라
- 1998년: 스타이네르
- 1999년: 미뉘스
- 2000년: 110 로트베일레르 휜다르 (이후 XXX 로트베일레르 휜다르로 이름 변경)
- 2001년: 안들라우트
- 2002년: 부드리인디
- 2003년: 다우다드레잉기르
- 2004년: 맘무트
- 2005년: 야코비나리나
- 2006년: 더 포레인 몽키즈
- 2007년: 쇼군
- 2008년: 아겐트 프레스코
- 2009년: 브로디르 스바르툴프스
- 2010년: 오브 몬스터스 앤 맨
- 2011년: 사마리스[2]
- 2012년: 레트로봇
- 2013년: 뵈크
- 2014년: 비오
- 2015년: 리트마티크[3]
- 2016년: 호르모나르[4]
- 2017년: 비트윈 마운틴즈[5][6]
- 2018년: 아테리아[7][8]
- 2019년: 블로드뫼르
- 2020년: 코로나19 범유행으로 인해 개최되지 않음
- 2021년: 올라뷔르 크람
- 2022년: 콜브룬 오스카르스도티르[9]
- 2023년: 포퀴스